# Anima mia/Te la dico
Anima mia/Te la dico è il sesto singolo del gruppo musicale italiano I Cugini di Campagna, contenuto nell'album Anima mia. 

## Descrizione
Anima mia è un brano scritto da De Sanctis, Michetti, Paulin, mentre Te la dico è scritto da Meccia, Zambrini.

## Cover
Nel 1974 Dalida esegue una sua versione, con il testo di Boris Bergman, inserita nell'album Manuel.
Nel 1975 Frida degli ABBA ne incise una versione in svedese dal titolo Ett Liv I Solen ed inserita nell'album Frida ensam.
Nel 1977 Perry Como ne incise una versione in inglese dal titolo My days of loving you. A volte attribuita a Frank Sinatra erroneamente. 
Nel 1996 Ricky Shayne esegue una sua versione, inserita nella compilation del 1997 Hansa news edition 1997/1.
Nel 1997 Claudio Baglioni esegue una sua versione, inserita nell'album Anime in gioco.

## Tracce
1. Anima Mia – 3:34
2. Te La Dico – 2:11